# 直螯活額寄居蟹
直螯活額寄居蟹（学名：Diogenes rectimanus）为活額寄居蟹科活額寄居蟹屬下的一个种。